# Горка (Лодєйнопольське міське поселення)
Горка (рос. Горка) — присілок у Лодєйнопольському районі Ленінградської області Російської Федерації.
Населення становить 10 осіб. Належить до муніципального утворення Лодєйнопольське міське поселення.

## Історія
Згідно із законом від 20 вересня 2004 року № 63-оз належить до муніципального утворення Лодєйнопольське міське поселення.

## Населення
| 1879 | 1885 | 1905 | 1927 | 1958 | 1997 | 2007 |
| ---- | ---- | ---- | ---- | ---- | ---- | ---- |
| 183  | ↗204 | ↗231 | ↗251 | ↘34  | ↘7   | ↘6   |
| 2010 |      |      |      |      |      |      |
| ↗10  |      |      |      |      |      |      |